# 杉田駿星
杉田駿星は日本のジャズサックス奏者・作編曲家。アーティスト名はSHUNSEI。

担当楽器　アルトサックス/テナーサックス/ソプラノサックス

## 略歴
1993年5月生まれ千葉県出身。9歳でサックスを手にし小学校の吹奏楽部に入部し、高校入学と同時にジャズに転向。ジャズサックスを川村裕司に師事し、2012年に尚美ミュージックカレッジ専門学校に入学する。学内では宮崎明生に師事。ジャズ以外にもポップスやファンク、様々な音楽と触れ合う。
2016年に卒業後フリーのミュージシャンとして活動を開始する。

## 主な活動
サポート出演
◦森崎ウィン
◦Rockon social club